# Albrecht II van Anhalt
Albrecht II van Anhalt (overleden op 17 juli 1362) was van 1316 tot 1362 vorst van Anhalt-Zerbst. Hij behoorde tot het huis Ascaniërs. 

## Levensloop
Hij was de zoon van vorst Albrecht I van Anhalt-Zerbst en diens tweede echtgenote Agnes van Brandenburg, dochter van markgraaf Koenraad I van Brandenburg.
Na de dood van zijn vader in 1316 erfde Albrecht II samen met zijn jongere broer Waldemar I het vorstendom Anhalt-Zerbst. Omdat de broers toen nog minderjarig waren, werden ze onder het regentschap geplaatst van hun oom langs moederkant, markgraaf Waldemar van Brandenburg. Toen Albrecht en Waldemar officieel volwassen werden verklaard, beslisten ze niet om hun gebieden onderling te verdelen zoals gebruikelijk was, maar om de gebieden gezamenlijk te besturen. Dit gebeurde dan wel in twee verschillende residenties: Waldemar I ging in Dessau regeren, Albrecht II afwisselend in Zerbst en Köthen.
Na het uitsterven van de Brandenburgse linie van het huis Ascaniërs in 1320 verwierven Albrecht II en Waldemar I de volledige soevereiniteit over Zerbst, het markgraafschap Landsberg en het paltsgraafschap Saksen. Het markgraafschap Brandenburg werd echter ingenomen door keizer Lodewijk de Beier, die het aan zijn zoon verpandde. In 1323 kreeg Albrecht II van keizer Lodewijk de titel van vorst van Ascanië toegewezen. 
In 1362 stierf Albrecht II.

## Huwelijken en nakomelingen
Op 2 september 1324 huwde hij met Agnes (overleden voor 1337), dochter van vorst Vitslav III van Rügen. Het huwelijk bleef echter kinderloos.
Rond 1337 huwde Albrecht II een tweede maal met Beatrix (overleden na 1345), dochter van hertog Rudolf I van Saksen-Wittenberg. Ze kregen vijf kinderen:
- een dochter (overleden rond 1353), huwde met graaf Albrecht VII van Barby-Mühlingen
- Judith (overleden in 1381), huwde in 1358 met Burchard XII, burggraaf van Maagdenburg, graaf van Retz en heer van Kaya
- Albrecht III (overleden in 1359), medevorst van Anhalt-Zerbst
- Rudolf (overleden in 1365), bisschop van Schwerin
- Johan II (overleden in 1382), vorst van Anhalt-Zerbst